# Aaron Hill (Snookerspieler)
Aaron Hill (* 28. Februar 2002) ist ein irischer Snookerspieler aus Cork. 2020 wurde er U21-Europameister und erhielt die Berechtigung zur Teilnahme an der Profitour.

## Karriere
Schon in jungen Jahren war Aaron Hill ein herausragender Spieler. Mit 14 Jahren gewann er ein nationales U-18-Turnier und gehörte national und international zu den besten Spielern seines Jahrgangs. 2017 trat er in der Altersklasse U18 bei der Europameisterschaft an und kam ins Halbfinale, wo er gegen den späteren Sieger Jackson Page ausschied. Im Jahr darauf stand er im Finale der U16-Weltmeisterschaft und verlor nur knapp 3:4 gegen den Belgier Ben Mertens. Bei seiner zweiten U18-EM verlor er in diesem Jahr im Achtelfinale gegen Florian Nüßle, aber 2019 revanchierte er sich gegen den Österreicher im Halbfinale und gewann anschließend den Titel mit 4:3 gegen den Waliser Dylan Emery. Danach versuchte er es auch im U21-Turnier, aber wieder stoppte ihn bei einem Turnierdebüt Jackson Page im Halbfinale. Schließlich trat er auch noch bei den Senioren an und erreichte immerhin die Runde der Letzten 32.
Der Profiverband wurde durch die Erfolge auf ihn aufmerksam und gab ihm eine Wildcard für die Qualifikation zur Snookerweltmeisterschaft 2019. Gegen den langjährigen Profi Gerard Greene lag er in seinem Erstrundenmatch lange vorne, er führte 5:3 und 7:6. Mit seiner ganzen Erfahrung sicherte sich der Nordire aber in der entscheidenden Phase vier Frames in Folge und gewann 10:7. Der anschließende Versuch, sich über die Q School für die Profitour zu qualifizieren, verlief mit nur zwei Siegen in drei Turnieren enttäuschend. Auch der zweite Versuch über die Challenge Tour brachte ihm viele frühe Niederlagen. Im 4. Turnier erreichte er zwar einmal das Finale, in der Tourgesamtwertung war das alleine aber zu wenig. Der nächste Versuch war das Jugendturnier der World Snooker Federation Anfang 2020. Er erreichte das Halbfinale, verlor aber 0:4 gegen den Engländer Sean Maddocks.
Beim Snooker Shoot-Out 2020 im Februar durfte er erneut als eingeladener Amateur an einem Profiturnier teilnehmen und erstmals vor TV-Kameras spielen. Überraschend warf er den Weltranglisten-8. Kyren Wilson in einem Ein-Frame-Match aus dem Turnier, verlor dann aber das nächste Match. Einen Monat später trat der Ire bei der U18-Europameisterschaft zur Titelverteidigung an und konnte, wie sein Vorgänger Jackson Page, das Turnier zum zweiten Mal gewinnen. Mit 4:0 und 4:1 besiegte er Ben Mertens im Halbfinale und Sean Maddocks im Endspiel deutlich. Mertens hatte auch im Halbfinale des anschließenden U21-Turniers das Nachsehen und durch ein 5:2 gegen Hayden Staniland gewann Aaron Hill als erster Spieler den Titel in beiden Juniorenklassen. Der U21-Sieg brachte ihm kurz nach seinem 18. Geburtstag außerdem die Qualifikation für die Snooker Main Tour und den Profistatus für die Spielzeiten 2020/21 und 2021/22.
Bei seinem ersten Auftritt in der Championship League konnte er in der ersten Gruppenrunde immerhin gegen Xu Si gewinnen. Beim European Masters gelang ihm mit einem 5:4-Sieg über Ronnie O’Sullivan eine große Überraschung und da er außerdem Andy Hicks und Matthew Stevens schlug, kam er bis ins Achtelfinale. Danach folgte aber eine Reihe von Niederlagen und erst beim German Masters gelang ihm gegen Billy Joe Castle wieder ein Auftaktsieg. Bis zum Saisonende kam er noch zwei weitere Male in die zweite Runde, wo dann jeweils Schluss war. In die zweite Saison startete er damit auf Platz 79 der Weltrangliste. Ähnlich wie im Vorjahr konnte er zum Auftakt bei der Championship League immerhin ein Spiel gewinnen, diesmal gegen Scott Donaldson. Im weiteren Verlauf der Saison erreichte er sowohl beim Snooker Shoot-Out wie auch bei den Gibraltar Open die Runde der letzten 32, bei zwei weiteren Turnieren kam er immerhin bis in die zweite Runde. Platz 93 reichte aber trotz allem nicht für eine direkte Qualifikation für die nächste Saison aus. Über den Gruppensieg im zweiten Event der Q School konnte der Ire aber seine Profikarriere um zwei weitere Jahre verlängern.

## Erfolge
Profiturniere:
- Achtelfinale: European Masters (2020)
- Runde der letzten 32: Snooker Shoot-Out (2020)

Amateurturniere:
- U18-Europameister (2019, 2020)
- U21-Europameister (2020)
- Q School (Gruppensieg: 2022 – Event 2)